# Cydnus tertiarius
Cydnopsis tertiaria
Espèce
Synonymes
- †Cydnopsis tertiaria Heer, 1853

Cydnus tertiarius est une espèce fossile d'insectes hétéroptères (les punaises) de la famille des Cydnidae et du genre Cydnus.

## Classification
L'espèce Cydnus tertiarius est décrite en 1891 par le naturaliste suisse Oswald Heer (1809-1883) sous le protonyme Cydnopsis tertiaria,. 

### Citation
En 1864 Oswald Heer recite cette espèce,.

### Renommage
L'espèce Cydnopsis tertiaria est renommée en 1891 Cydnus tertiarius par le paléontologue allemand Bruno Förster, suivi en 1937 par le paléontologue français Nicolas Théobald.

### Ajout fossiles allemands
En 1937 le paléontologue français Nicolas Théobald (1903-1981) ajoute des fossiles allemands de Kleinkembs en Bade-Wurtemberg, confirme le renommage de 1891 et en fait une nouvelle description.

### Fossiles
Selon Paleobiology Database en 2023, cinq collections de fossiles sont référencées, du Rupélien ou Oligocène inférieur au Sarmatien du Miocène moyen, deux en France de Brunstatt décrites en 1891 par Bruno Förster, deux en Allemagne du Bade-Wurtemberg (une de Kleinkembs, décrite en 1937 par Nicolas Théobald, l'autre d'Oeningen, du Miocène, décrite en 1849 par Oswald Heer) et une en Croatie de Radoboj, du Miocène, décrite en 1847 par Oswald Heer.

### Étymologie
L'épithète spécifique tertiarius signifie en latin « tertiaire ».

## Description

### Caractères
La diagnose de Nicolas Théobald en 1937, : Origine : Brunnstatt, Oeningen, Kleinkembs et Radoboj. 

« Förster décrit sept exemplaires de Brunnstatt. La collection Mieg de Kleinkembs en renferme deux : (R917, 934). ».

### Dimensions
La longueur totale du corps n'est pas précisée en 1937 par Nicolas Théobald.

## Biologie
« Le g. Cydnus est cosmopolite. ».

## Galerie
- Cydnus aterrimus - différentes vues.

### Publication originale
- [1853] Oswald Heer, Die Insektenfauna der Tertiärgebilde von Oeningen und von Radoboj in Croatien, vol. Dritte Theil, 1853, 1-138 p.